# Эпифора (риторика)
Эпи́фора (от др.-греч. ἐπιφορά — принесение, прибавление) — стилистическая фигура, художественный приём, заключающийся в повторении конечных языковых единиц (звуков, слов, грамматических форм) смежных отрезков речи для того, чтобы подчеркнуть смысл или усилить эмоциональную окраску. Очень часто эпифора используется в поэтической речи и в фольклоре в виде одинаковых или аналогичных окончаний строф (пример — стихотворная пьеса Александра Гладкова «Давным-давно» и одноимённая песня из кинофильма «Гусарская баллада»).
По способу образования эпифора может быть двойной, звуковой, морфологической, синтаксической, словообразовательной и пр.
Противоположностью эпифоры является анафора.

## Примеры
Фестончики, всё фестончики: пелеринка из фестончиков, на рукавах фестончики, эполетцы из фестончиков, внизу фестончики, везде фестончики.
— Н. В. Гоголь. Мёртвые души

И самой справедливостью является тот закон времени, чтобы оно пожирало своих детей, — так проповедовало безумие.
Нравственно все распределено по праву и наказанию. Ах, где же избавление от потока вещей и от наказания «существованием»? Так проповедовало безумие.
Может ли существовать избавление, если существует вечное право? Ах, недвижен камень «было»: вечными должны быть все наказания. Так проповедовало безумие
— Ницше. Так говорил Заратустра

Меня зовут юнцом безусым,

Мне это, право, всё равно.

Зато не величают трусом…

Давным-давно… Давным-давно…

Иной усищи крутит яро,

Бутылкам всем глядится в дно,

Но сам лишь копия гусара…

Давным-давно… Давным-давно…

Иной клянётся страстью пылкой,

Но, коли выпито вино,

Вся страсть его на дне бутылки…

Давным-давно… Давным-давно…

Влюблённым море по колено,

Я с ними в этом заодно,

Но караулит всех измена…

Давным-давно… Давным-давно…
— А. Гладков

Отвсюду виден Милиционер
С Востока виден Милиционер
И с Юга виден Милиционер
И с моря виден Милиционер
И с неба виден Милиционер
И с-под земли…
                  да он и не скрывается
                              Д. Пригов. «Апофеоз Милицанера (1978)».